# Акахата (видання)

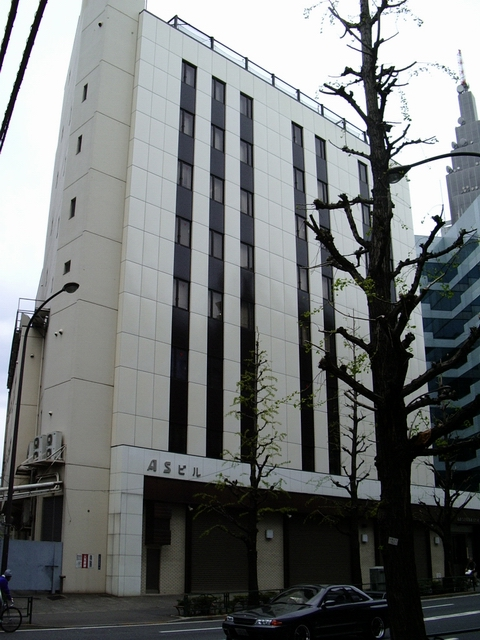
Головний офіс в Токіо.

«Акахата» (яп. しんぶん赤旗 — «Червоний прапор/стяг») — японська щоденна газета.

## Історія
Видається в Токіо з 1945 року.
В червні 1950 року Акахата була заборонена за наказом американської окупаційної влади. З 1 травня 1952 вихід газети відновився.